# Der Pascha
Der Pascha è un cortometraggio muto del 1919. Il nome del regista non viene riportato nei credit del film, interpretato da Rudolph Schildkraut.

## Produzione
Il film fu prodotto dalla Hellmuth-Film, una piccola compagnia indipendente di Vienna che, tra il 1919 e il 1920, produsse cinque film che avevano quasi tutti come protagonista l'attore Rudolph Schildkraut.

## Distribuzione
Non si hanno altre documentazioni sulla pellicola che probabilmente è andata perduta.